# Tàn tích của nhà thờ ở Trzęsacz

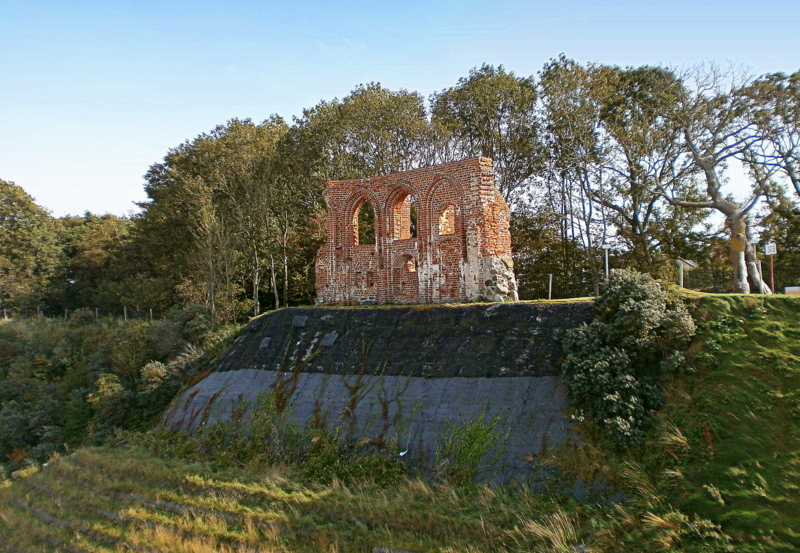
nhà thờ vào khoảng năm 2012

Nhà thờ ở Trzęsacz đề cập đến một loạt ba nhà thờ được xây dựng tại Trzęsacz, Ba Lan. Đầu tiên, nó được xây dựng bằng gỗ, được xây dựng vào năm 1124; cái thứ hai, làm bằng gạch, khoảng năm 1270; và cuối cùng là cái thứ ba, đôi khi vào cuối thế kỷ 14 hoặc đầu thế kỷ 15. Vào thời điểm đó, nó nằm cách biển gần hai km (theo nhiều nguồn tin, 1800 mét). Hơn nữa, phía bắc Trzęsacz có một ngôi làng khác, nơi đã hoàn toàn bị xâm lấn bởi nước biển. Ban đầu, nhà thờ là Công giáo La Mã, nhưng vào đầu thế kỷ 16, sau thời Cải cách, nó đã trở thành nhà thờ Tin lành. Theo một số biên niên sử, đó là ngôi đền Kitô giáo thứ ba ở Pomerania.

## Mài mòn
Theo thời gian, quá trình mài mòn (thường được gọi là xói mòn) đã khiến vùng đất xung quanh nhà thờ bị thoái trào bởi biển Baltic. Từng năm, nước sẽ đến gần hơn; vào năm 1750, cách biển gần 58 mét, năm 1771 một phần nghĩa trang bị nuốt chửng và năm 1820 khoảng cách bị thu hẹp xuống còn 13 mét. Cuối cùng, vào ngày 2 tháng 8 năm 1874, buổi cầu nguyện cuối cùng đã diễn ra trong đền thờ. Sau đó, tất cả đồ đạc đã được chuyển đến nhà thờ ở Kamień Pomorski, ngoại trừ tam liên họa, hiện được giữ trong một nhà thờ ở Rewal. Đến năm 1885, ngôi đền đứng trên một vực thẳm và với sự cho phép của chính phủ Phổ, nó đã bị tước bỏ mái nhà và bị bỏ hoang.
Vào đêm 8 tháng 4, 9 tháng 9 năm 1901, bức tường phía bắc dễ bị tổn thương nhất của nhà thờ bị sụp đổ. Trong những năm sau đó, từng phần, phần lớn công trình bị nước biển nuốt chửng, biển đã di chuyển không ngừng nghỉ về phía nam, lấy đi đất đai. Nhũng gì còn sót lại cuối cùng diễn ra vào ngày 1 tháng 2 năm 1994, khi một phần của bức tường phía nam sụp đổ.
Theo các nhà khoa học, kể từ đầu thế kỷ 19, biển đã chiếm khoảng 40 cm đất mỗi năm. Theo thời gian, chính quyền địa phương – cả Phổ và (sau năm 1945) Ba Lan – đã cố gắng cứu ngôi đền bằng những khối bê tông và bó cây, nhưng mọi nỗ lực đều không thành công. Hiện tại, các công trình chuyên sâu đang diễn ra để cứu lấy sự hủy hoại, vì đây là công trình duy nhất thuộc loại này ở châu Âu. Một trong những dự án tuyên bố rằng phần còn lại của bức tường nên được di chuyển về phía nam, cách xa biển, nhưng nguy cơ sụp đổ hoàn toàn của đống đổ nát là quá cao.

## Triển lãm ảnh

Lịch sử của sự sụp đổ
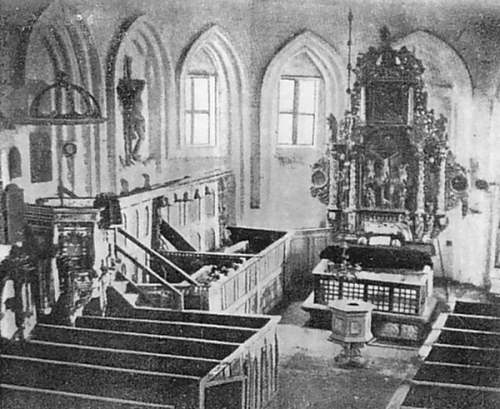
1870, bên trong nhà thờ
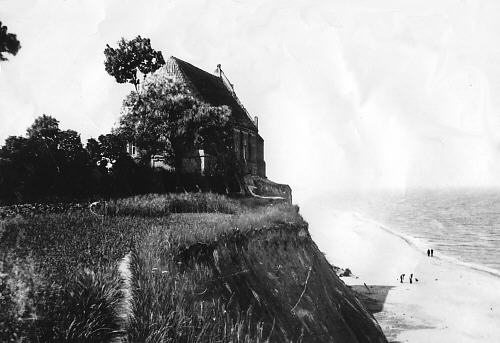
1870, nhà thờ bên ngoài, nhìn từ phía đông
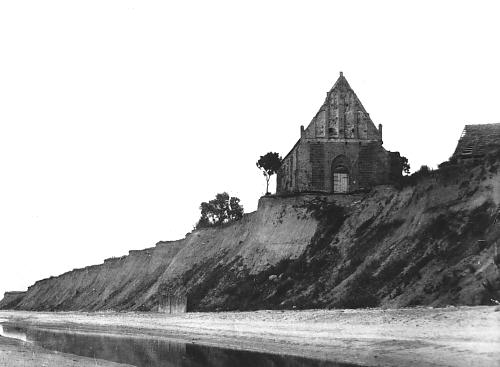
1870, bên ngoài nhà thờ, nhìn từ phía tây
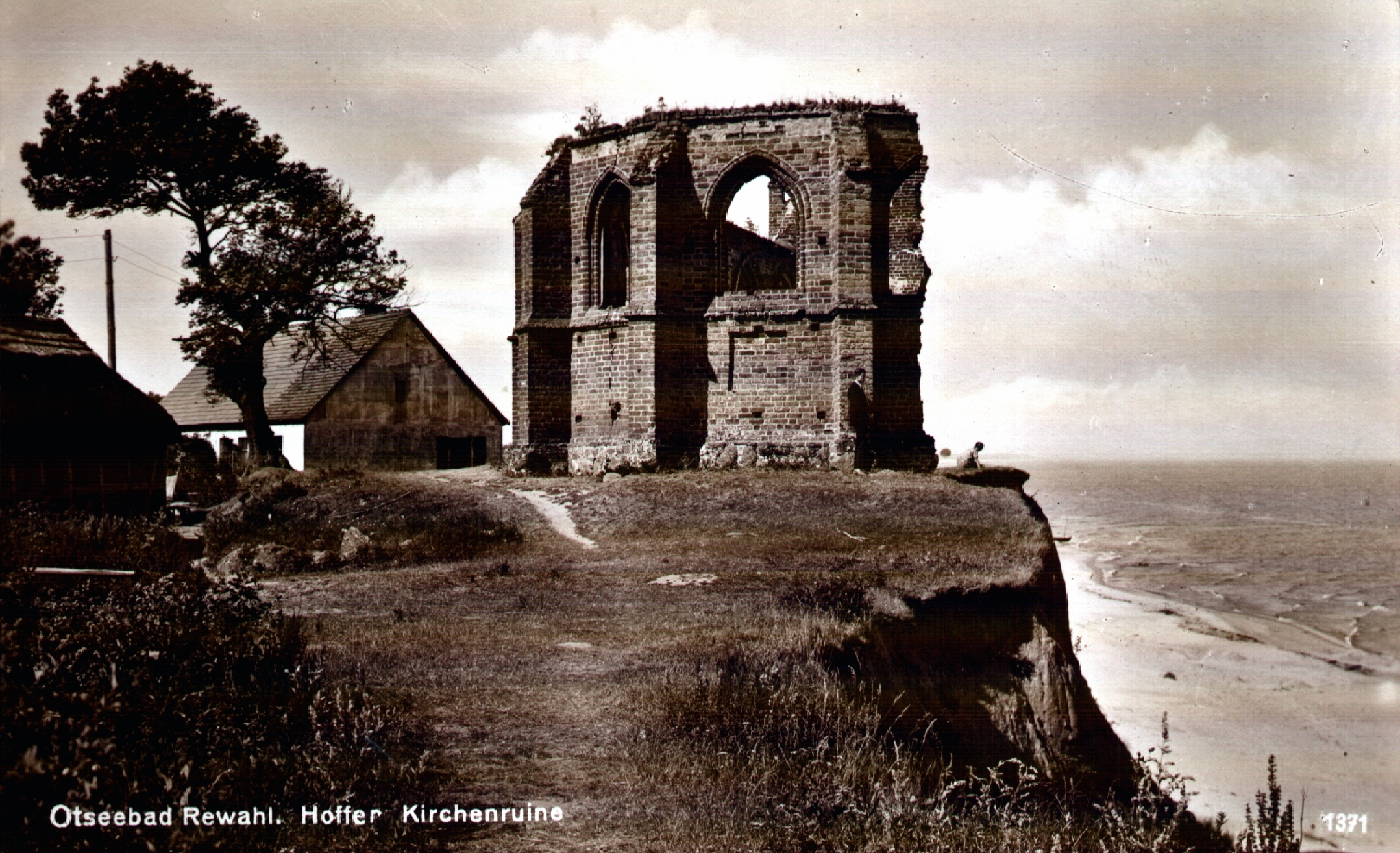
1930, nhìn từ phía đông
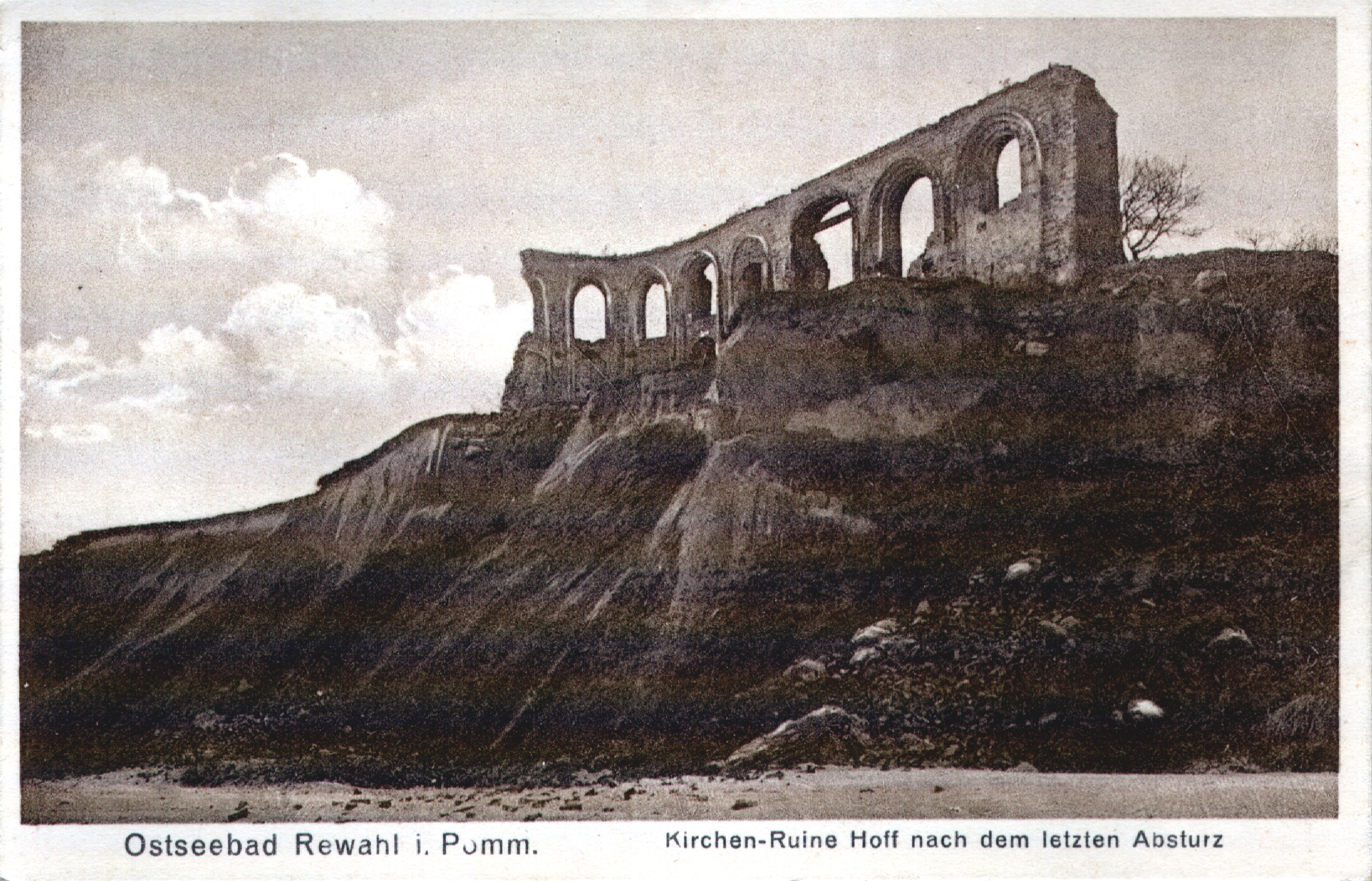
1930, nhìn từ phía tây bắc
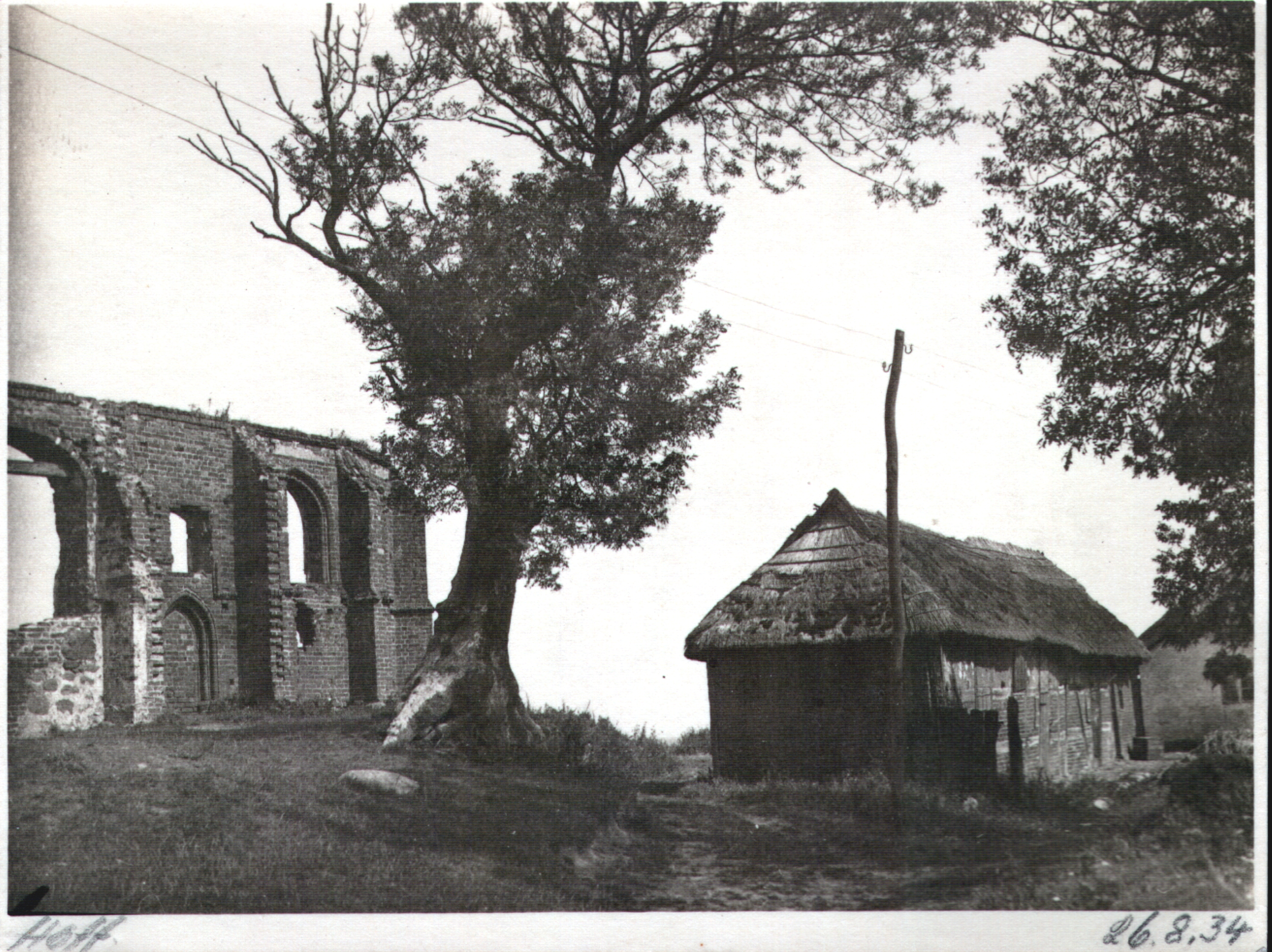
1934, nhìn từ phía tây nam
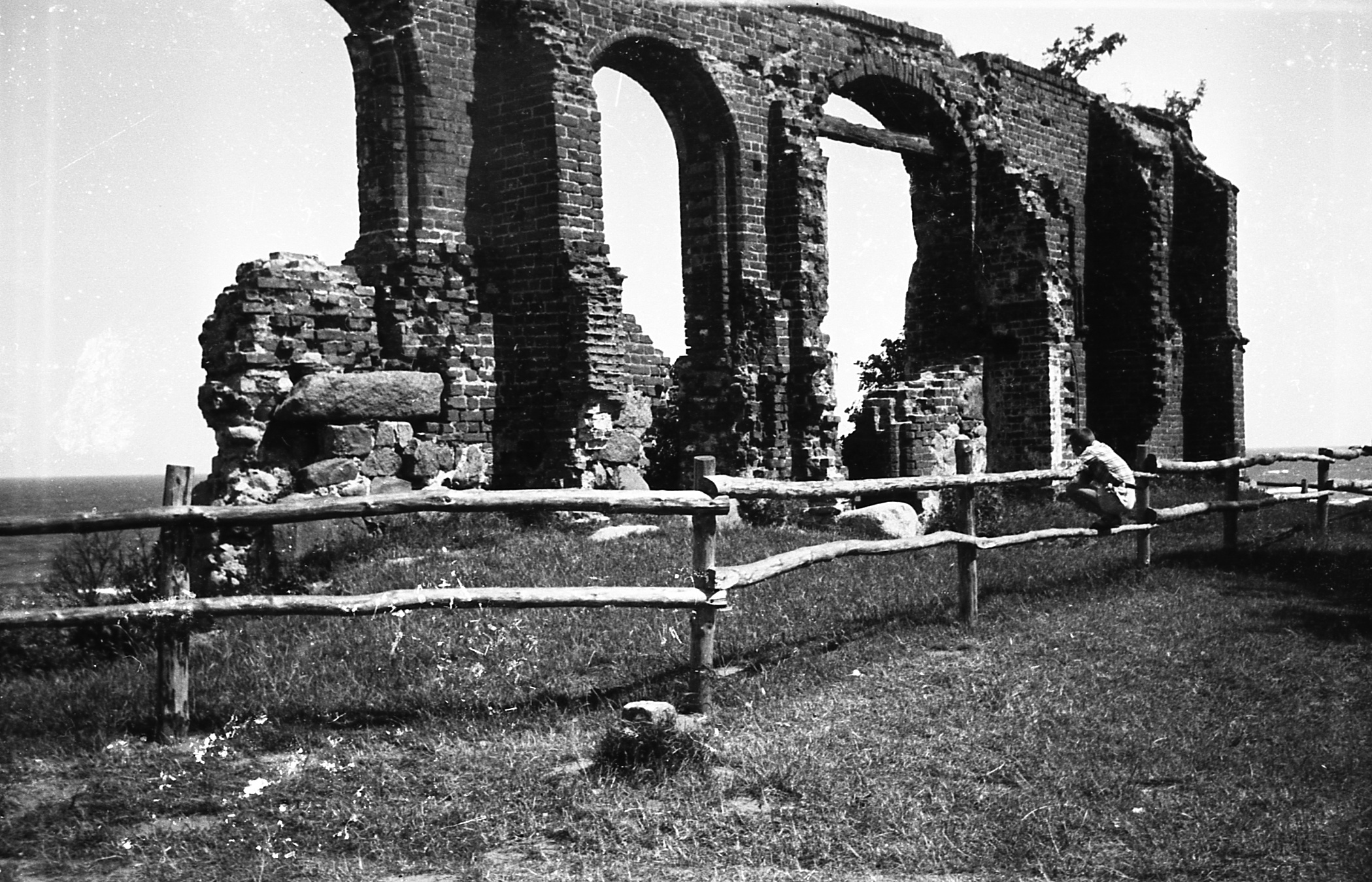
Năm 1965, nhìn từ phía tây nam
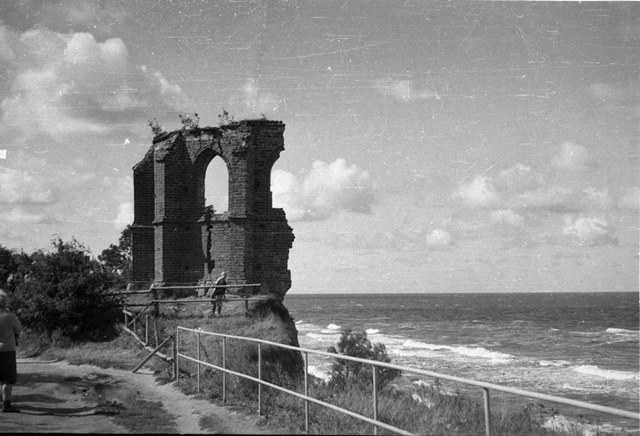
1971, nhìn từ phía đông
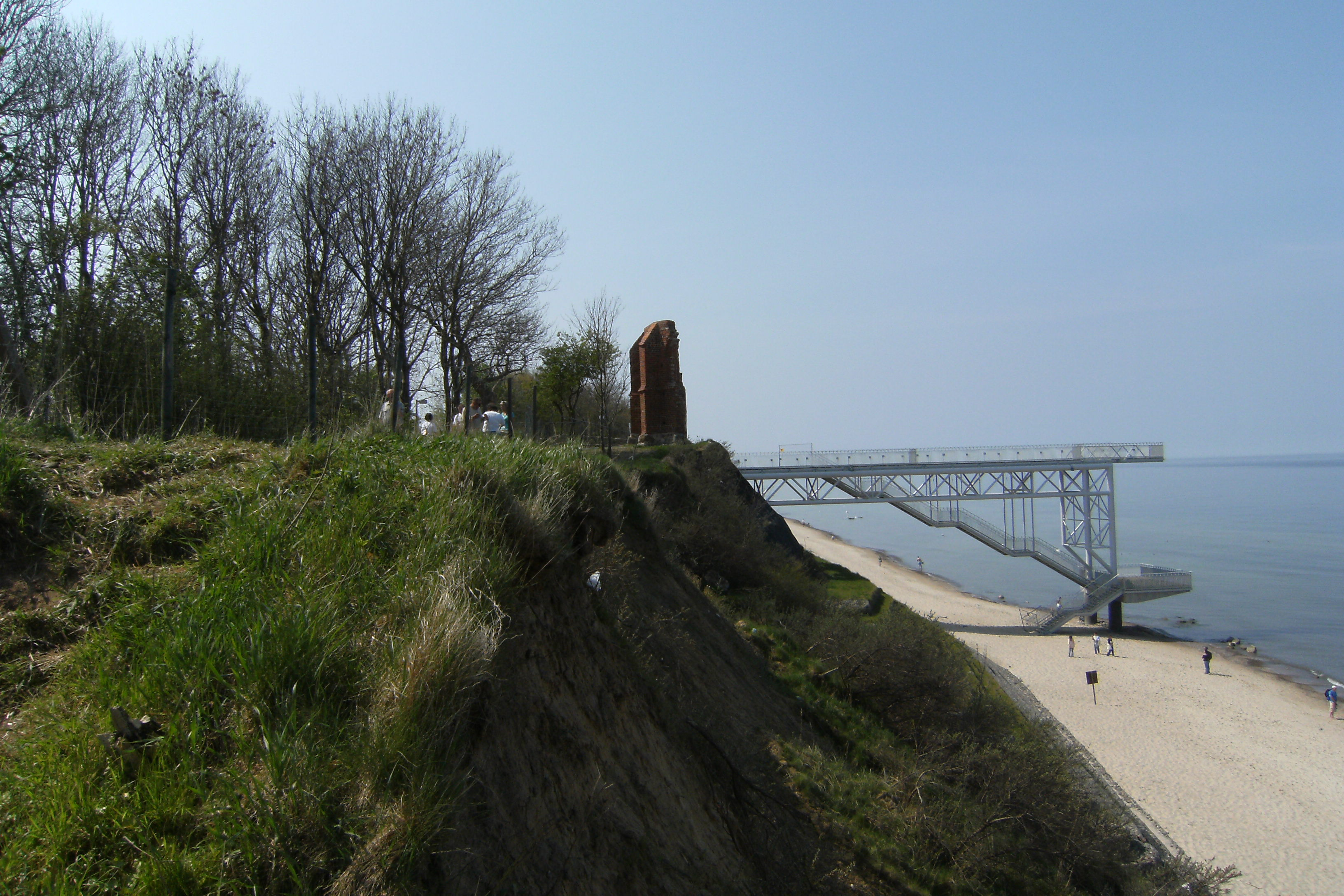
2009
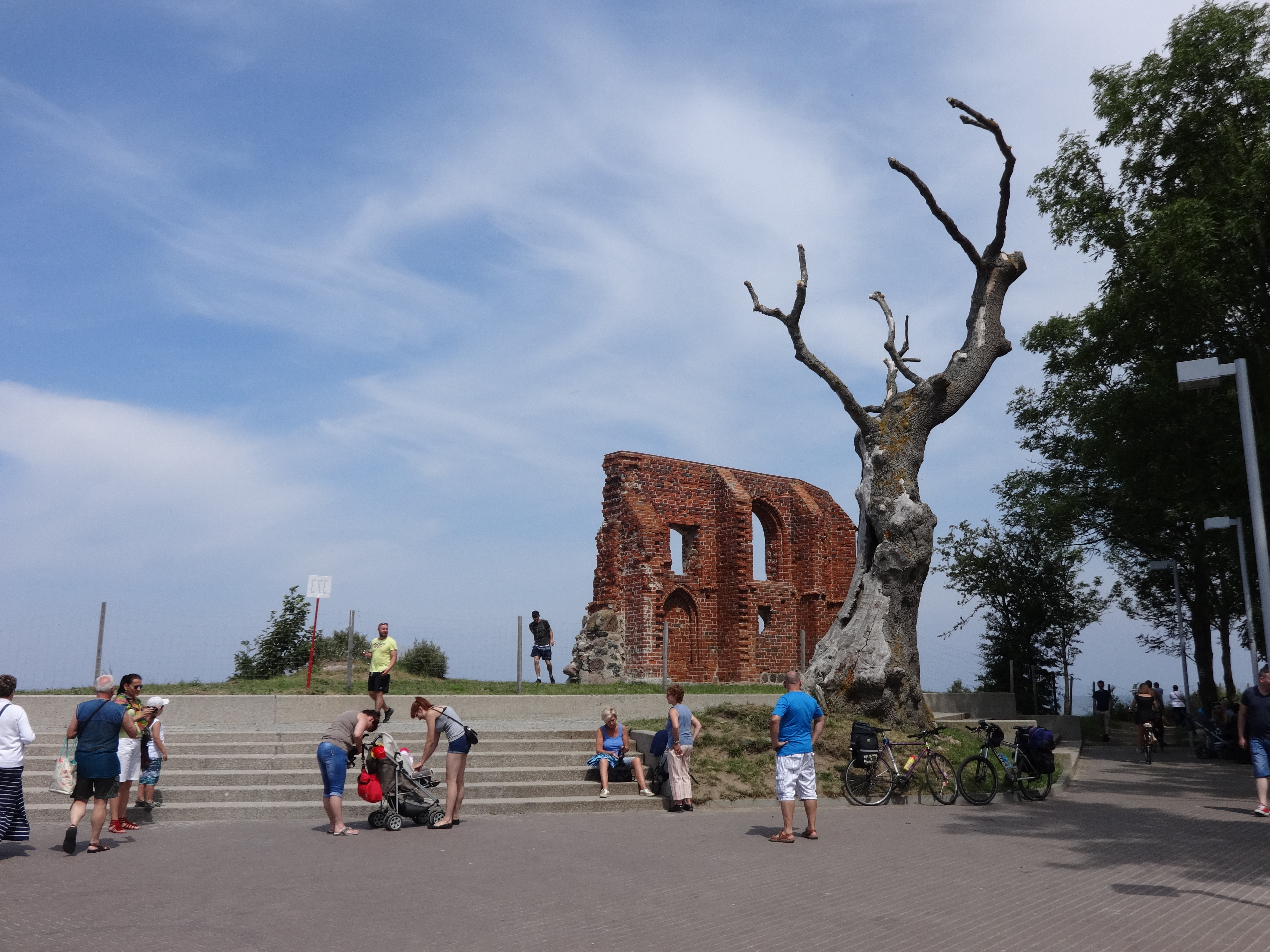
2014, nhìn từ phía tây nam

### tiếng Ba Lan
- Một trang về nhà thờ, cùng với những bức ảnh lịch sử
- http://www.muzeum-trzesacz.pl/trzesacz.htm Lưu trữ ngày 29 tháng 8 năm 2007 tại Wayback Machine
- http://www.rewal.pl/trzesacz/trzesacz.htm/ Lưu trữ ngày 18 tháng 8 năm 2007 tại Wayback Machine
- https://web.archive.org/web/20050112201225/http://www.kroki.ps.pl/miejsca/trzesacz.php

### tiếng Đức
- http://www.ostsee-urlaub-polen.de/pobierowo/trzesac_hoff.htm Lưu trữ ngày 23 tháng 8 năm 2007 tại Wayback Machine
- http://www.hs.ta.pl/plaintext/k sortie3 / index.html Lưu trữ ngày 28 tháng 9 năm 2007 tại Wayback Machine